# The Economist (Lost)
The Economist este un episod din Lost, sezonul 4